# Правий Ик
Правий Ик (рос. Правый Ык) — річка в Юсьвинському районі Пермського краю (Росія), права притока Іньви. Довжина — менше 20 км. Впадає в Іньву менш, ніж за 1 км нижче за течією, ніж Лівий Ик.